# Mils (Tyrol)
Mils – gmina w Austrii, w kraju związkowym Tyrol, w powiecie Innsbruck-Land. Według Austriackiego Urzędu Statystycznego liczyła 4161 mieszkańców (1 stycznia 2015).